# Daltonia armata
Daltonia armata är en bladmossart som beskrevs av Edwin Bunting Bartram 1944. Daltonia armata ingår i släktet Daltonia och familjen Daltoniaceae. Inga underarter finns listade i Catalogue of Life.